# Trichosandra borbonica
Trichosandra borbonica är en oleanderväxtart som beskrevs av Joseph Decaisne. Trichosandra borbonica ingår i släktet Trichosandra och familjen oleanderväxter. Inga underarter finns listade i Catalogue of Life.